# 坂部恵
坂部 恵（さかべ めぐみ、男性、1936年2月11日 - 2009年6月3日）は、日本の哲学者。東京大学名誉教授。九条の会賛同人。

## 来歴・人物
神奈川県生まれ。成蹊小学校、成蹊中学校・高等学校卒業。1959年、東京大学文学部哲学科卒業。1965年、東京大学大学院人文科学研究科博士課程満期退学。
1965年より國學院大學専任講師、ついで(旧)東京都立大学助教授、東京大学文学部哲学科助教授、教授。1997年の定年退官後は桜美林大学教授を務めた。
イマヌエル・カント、和辻哲郎、九鬼周造を研究対象とし、1976年、和辻の「面とペルソナ」を出発点とした『仮面の解釈学』で哲学奨励山崎賞受賞。1986年、『和辻哲郎』でサントリー学芸賞受賞。
2001年、紫綬褒章受章。岩波書店版『カント全集』の監修を行った。晩年に『坂部恵集』が出版された。
2009年6月3日、神経膠芽腫（悪性の脳腫瘍）により死去。
追悼出版に『坂部恵 精神史の水脈を汲む 別冊水声通信』（水声社、2011年6月）がある。

## 著書
- 『仮面の解釈学』（東京大学出版会） 1976
- 『理性の不安 - カント哲学の生成と構造』（勁草書房） 1976
- 『カント』（講談社、人類の知的遺産） 1979、講談社学術文庫 2001
- 『「ふれる」ことの哲学 - 人称的世界とその根底』（岩波書店） 1983
- 『和辻哲郎』（岩波書店、20世紀思想家文庫） 1986、のち改題『和辻哲郎 - 異文化共生の形』（岩波現代文庫） 2000
- 『鏡のなかの日本語』（筑摩書房、ちくまライブラリー22） 1989
- 『ペルソナの詩学 - かたり ふるまい こころ』（岩波書店） 1989
- 『不在の歌 - 九鬼周造の世界』（TBSブリタニカ） 1990
- 『かたり』（弘文堂思想選書） 1990、のち改題『かたり - 物語の文法』（ちくま学芸文庫） 2008
- 『〈ふるまい〉の詩学』（岩波書店） 1997
- 『ヨーロッパ精神史入門 - カロリング・ルネサンスの残光』（岩波書店） 1997
- 『モデルニテ・バロック - 現代精神史序説』（哲学書房） 2005
- 「坂部恵集」全5巻（岩波書店） 2006 - 2007
  1. 『生成するカント像』
  2. 『思想史の余白に』
  3. 『共存・あわいのポエジー』
  4. 『〈しるし〉〈かたり〉〈ふるまい〉』
  5. 『〈日本〉への視線，思考の文体』

### 編著
- 『ときをとく 時をめぐる宴』（川田順造共編、リブロポート） 1987
- 『命題コレクション哲学』（加藤尚武共編、筑摩書房） 1990、ちくま学芸文庫 2008
- 『和辻哲郎随筆集』（編・解説、岩波文庫） 1995
- 『九鬼周造の世界』（藤田正勝, 鷲田清一共編、ミネルヴァ書房） 2002
- 『カント哲学のアクチュアリティー - 哲学の原点を求めて』（佐藤康邦共編、ナカニシヤ出版） 2008

## 翻訳
- 『カント』（U・シュルツ、理想社） 1982
- 『現代の哲学 2』（P・リクール、岩波書店） 1982
- 『実践理性批判』（イマヌエル・カント、伊古田理共訳、岩波書店、カント全集7） 2000